# Gradi delle Schutzstaffel

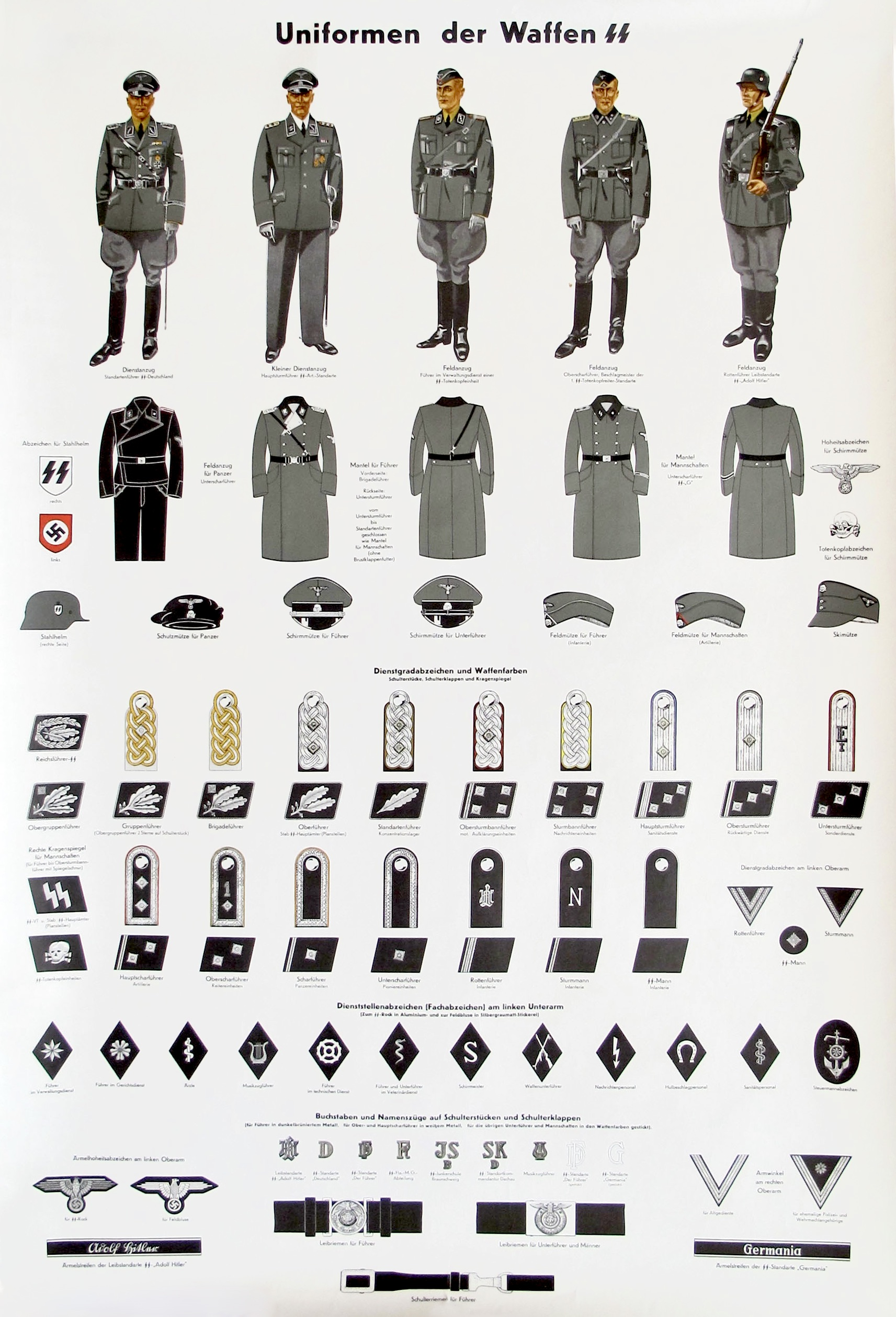
Alcune uniformi e insegne delle Waffen-SS.

I gradi e le mostrine delle Schutzstaffel erano un sistema di gradazione paramilitare usato dalle SS tedesche per differenziarsi dall'esercito, dallo stato tedesco e dal partito nazista. La gradazione originale delle SS era la stessa delle SA, ma si sviluppò successivamente in una propria differente gradazione.
Benché le SS fossero divenute una delle più complesse organizzazioni paramilitari naziste, nonché forse la più potente, la loro gerarchia rimase sostanzialmente immutata, subendo poche modifiche, nel 1933, 1934 e nel 1942, per assecondarne la diffusione generale.
La gerarchia delle SS si fondava sul Führerprinzip, ossia su un'associazione ideale con il "grado" massimo di Führer detenuto da Hitler.
Come per tutte le formazioni del NSDAP, Hitler era il Comandante in capo delle SS con il titolo personale di Der Oberste Führer der Schutzstaffel (Comandante supremo delle Schutzstaffel).

## Ordinamento finale (1934 - 1945)

### Gradi delle SS

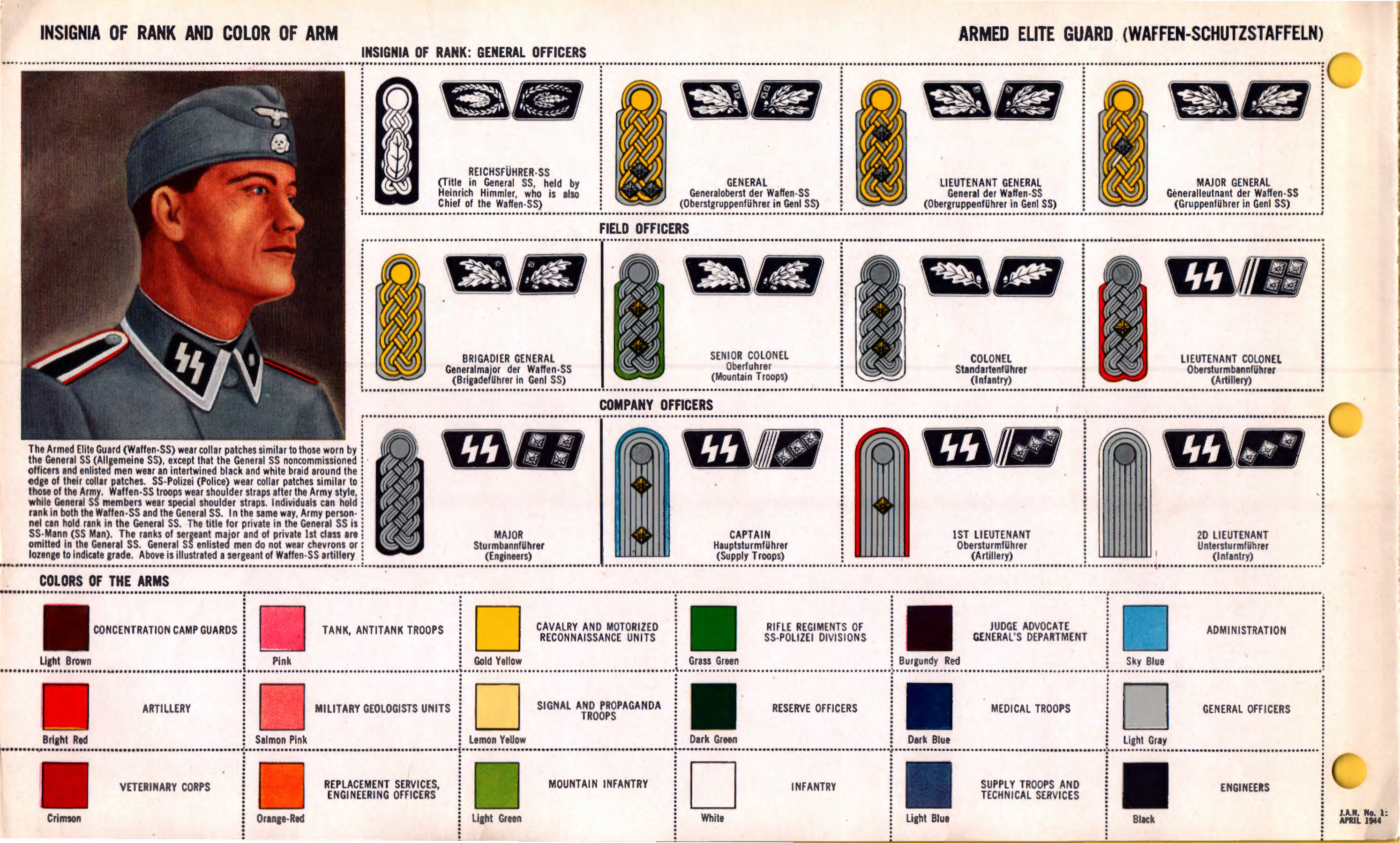
Infografica statunitense del 1944 che illustra i colori delle mostrine dei vari settori di specializzazione delle SS.

| Grado (in italiano)                                   | Insegne              | Insegne                     | Insegne            | Equivalente nella Wehrmacht |                    |
| Grado (in italiano)                                   | Mostrine al colletto | Mostrine (1942–1945)        | Spallina divisa    | Equivalente nella Wehrmacht |                    |
| Ufficiali generali                                    | Ufficiali generali   | Ufficiali generali          | Ufficiali generali | Ufficiali generali          | Ufficiali generali |
| ----------------------------------------------------- | -------------------- | --------------------------- | ------------------ | --------------------------- | ------------------ |
| Reichsführer-SS (Comandante in Capo)                  |                      |                             |                    | Reichsmarschall             | OF-10              |
| SS-Oberst-Gruppenführer (Generale d'Armata)           |                      |                             |                    | Generaloberst               | OF-9               |
| SS-Obergruppenführer (Generale di Corpo d'Armata)     |                      |                             |                    | General der Waffengattung   | OF-8               |
| SS-Gruppenführer (Generale di Divisione)              |                      |                             |                    | Generalleutnant             | OF-7               |
| SS-Brigadeführer (Generale di Brigata)                |                      |                             |                    | Generalmajor                | OF-6               |
| Ufficiali                                             |                      |                             |                    |                             |                    |
| SS-Oberführer (Colonnello Brigadiere)                 |                      |                             |                    | non disponibile             | OF-5               |
| SS-Standartenführer (Colonnello)                      |                      |                             | Oberst             |                             | OF-5               |
| SS-Obersturmbannführer (Tenente Colonnello)           |                      |                             |                    | Oberstleutnant              | OF-4               |
| SS-Sturmbannführer (Maggiore)                         |                      |                             |                    | Major                       | OF-3               |
| SS-Hauptsturmführer (Capitano)                        |                      |                             |                    | Hauptmann / Rittmeister     | OF-2               |
| SS-Obersturmführer (Tenente)                          |                      |                             |                    | Oberleutnant                | OF-1               |
| SS-Untersturmführer (Sottotenente)                    |                      |                             |                    | Leutnant                    | OF-1               |
| Sottufficiali                                         |                      |                             |                    |                             |                    |
| SS-Sturmscharführer (Comandante superiore di squadra) |                      |                             |                    | Stabsfeldwebel              | OR-8               |
| SS-Hauptscharführer (Maresciallo Maggiore)            |                      |                             |                    | Oberfeldwebel               | OR-7               |
| SS-Standartenoberjunker (Aspirante ufficiale)         |                      | Fahnenjunker-Oberfeldwebel  |                    |                             | OR-7               |
| SS-Oberscharführer (Maresciallo)                      |                      |                             |                    | Feldwebel                   | OR-6               |
| SS-Standartenjunker (Aspirante ufficiale)             |                      | Fahnenjunker-Feldwebel      |                    |                             | OR-6               |
| SS-Scharführer (Sergente Maggiore)                    |                      |                             |                    | Unterfeldwebel              | OR-5               |
| SS-Oberjunker (Aspirante ufficiale)                   |                      | Fahnenjunker-Unterfeldwebel |                    |                             | OR-5               |
| SS-Unterscharführer (Sergente)                        |                      |                             |                    | Unteroffizier               | OR-5               |
| SS-Junker (Aspirante ufficiale)                       |                      | Fahnenjunke-Unteroffizier   |                    |                             | OR-5               |
| Truppa                                                |                      |                             |                    |                             |                    |
| SS-Rottenführer (Caporalmaggiore)                     |                      |                             |                    | Obergefreiter               | OR-3               |
| SS-Sturmmann (Caporale)                               |                      |                             | Gefreiter          | OR-2                        |                    |
| SS-Oberschütze / SS-Obermann (Soldato anziano)        |                      |                             | Obersoldat         | OR-1                        |                    |
| SS-Schütze (Soldato)                                  | non disponibile      | Soldat                      |                    | OR-1                        |                    |

### Colori dei reparti delle SS (1938 - 1945)
| Settore / ruolo                                                                                            | Colore           | Colore |
| --- | ---------------- | ------ |
| Generalstab - Generali - Staff dell'SS-Reichsführer                                                        | Grigio / Argento |        |
| Fanteria - Fanteria motorizzata - Panzergrenadier                                                          | Bianco           |        |
| Artiglieria - Sturmgeschütze - Flak                                                                        | Rosso scarlatto  |        |
| Servizio veterinario                                                                                       | Rosso carminio   |        |
| Servizio e assistenza legale                                                                               | Rosso bordeaux   |        |
| Geologi | Rosa chiaro      |        |
| Trasporto e logistica                                                                                      | Rosa salmone     |        |
| - Panzer - Panzerjäger (armi anticarro)                                                                    | Rosa             |        |
| Trasmissioni e Propaganda - Marconisti e radioamatori - Corrispondenti al fronte                           | Giallo limone    |        |
| - Cavalleria - Ricognizione (1942–45)                                                                      | Giallo oro       |        |
| Polizia militare - Feldgendarmerie (polizia militare) - Sonderdienst (servizi speciali)                    | Arancione        |        |
| Ricognizione (1938–1942)                                                                                   | Marrone-Bronzo   |        |
| Campi di concentramento                                                                                    | Marrone chiaro   |        |
| Sicherheitsdienst (intelligence generale)                                                                  | Turchese         |        |
| Gebirgstruppe (truppe montane)                                                                             | Verde            |        |
| - Ersatzwesen (servizio di reclutamento) - SS-Sonderführer (unità specializzata) - Ufficiali SS in Riserva | Verde scuro      |        |
| Rifornimento                                                                                               | Blu chiaro       |        |
| Amministrazione                                                                                            | Blu elettrico    |        |
| Servizio medico                                                                                            | Blu oltremare    |        |
| Genieri - Genieri d'assalto - Genieri edili                                                                | Nero             |        |
| principale colore per le spalline                                                                          | Nero             |        |
| principale colore per le divise                                                                            | Grigio asparago  |        |

## Ordinamenti precedenti

### 1925–1929
I primi gradi delle SS non avevano mostrine particolari; erano costituiti da una fascia da portare sul braccio con una svastica centrale e un numero di strisce bianche che variava a seconda del grado. Ecco come si differenziavano le gradazioni nel 1926:
| Grado SS      | Traduzione            | Equivalente nel Reichswehr | Fascia da braccio sinistro |       |  |
| Reichsführer  | Comandante del Reich  | Generalfeldmarschall       | 3 strisce bianche          | OF-10 |  |
| Oberführer    | Capitano veterano     | Oberst                     | 2 strisce bianche          | OF-5  |  |
| Staffelführer | Comandante squadra    | Leutnant                   | 1 striscia bianca          | OF-1  |  |
| Mann          | Soldato (lett."uomo") | Schütze                    | nessuna striscia bianca    | OR-1  |  |

### 1930–1932
| Grado SS            | Traduzione                          | Equivalente nella Wehrmacht | Mostrine del colletto | Spalline       |
| ------------------- | ----------------------------------- | --------------------------- | --------------------- | -------------- |
| Obergruppenführer   | Comandante superiore di gruppo      | General                     |                       |                |
| Gruppenführer       | Comandante di gruppo                | Generalleutnant             |                       |                |
| Brigadeführer       | Comandante superiore di brigata     | Generalmajor                |                       |                |
| Oberführer          | Comandante di brigata               | Oberst                      |                       |                |
| Standartenführer    | Comandante di reggimento            | Oberst                      |                       |                |
| Obersturmbannführer | Comandante superiore di battaglione | Oberstleutnant              |                       |                |
| Sturmbannführer     | Comandante di battaglione           | Major                       |                       |                |
| Hauptsturmführer    | Comandante principale di compagnia  | Hauptmann                   |                       |                |
| Obersturmführer     | Comandante superiore di compagnia   | Oberleutnant                |                       |                |
| Sturmführer         | Comandante di compagnia             | Leutnant                    |                       |                |
| Haupttruppführer    | Comandante principale di plotone    | Stabsfeldwebel              |                       |                |
| Obertruppführer     | Comandante superiore di plotone     | Oberfeldwebel               |                       |                |
| Truppführer         | Comandante di plotone               | Feldwebel                   |                       |                |
| Oberscharführer     | Comandante superiore di squadra     | Unterfeldwebel              |                       |                |
| Scharführer         | Comandante di squadra               | Unteroffizier               |                       |                |
| Rottenführer        | Comandante di sezione               | Obergefreiter               |                       |                |
| Sturmmann           | Assaltatore                         | Gefreiter                   |                       |                |
| Mann                | Soldato (lett."uomo")               | Schütze                     |                       |                |
| Anwärter            | Recluta                             | Recruit                     | Senza mostrine        | Senza spalline |